# لولان (قرية)
لولان قرية في منطقة برادوست (سيدة كان / العراق) وهي مركز الطريقة الصوفية النقشبندية التي تزعمها الشيخ رشيد لولان غريم الشيخ احمد بارزان في سنوات 1925-1964 وكانت فيها خانقاه لأتباع ومريدي الطريقة. توفى الشيخ رشيد لؤلان في مدينة الموصل مركز محافظة نينوى، ودفن في التلة التي تقبع فيها نبى الله يونس (ع) ولا يزال مدفنه شاخصا للابصار هناك.